# Pwllmeyric
Pwllmeyric é uma pequena vila em Monmouthshire, Gales. O nome "Pwllmeyric" significa, em galês, "Piscina de Meurig" e refer-se  ao pwll (riacho) do Estuário Severn, que anteriormente conectava a vila com o mar. Já foi nomeada de Meurig ap Tewdrig, rei galês dos reinos de Gwent e Glywysing nos séculos V e VI.
A vila é presumidamente o lar do jogador internacional de futebol Eddie Parris, também a casa de infância do músico de Rock Grant Nicholas.